# Proteína do leite concentrada
Proteína do Leite Concentrada ou Proteína Concentrada do Leite ou, ainda, Concentrado de Proteína do Leite (MPC - Milk Protein Concentrate) é qualquer tipo de produto lácteo que contém entre 40% e 90% de proteínas. O US Food and Drug Administration (FDA) oficialmente define a MPC como "qualquer proteína do leite (caseína, além de lactoalbumina) concentrada, que contém 40% ou mais de de proteínas por peso." Além de produtos lácteos ultrafiltrados, o MPC inclui concentrados feitos através de outros processos, como a combinação de leite em pó desnatado com proteínas altamente concentradas, tais como a caseína.

## Processamento
Para fazer o concentrado de proteína do leite, o leite integral é primeiramente separado em creme de leite e leite desnatado. O leite desnatado, em seguida, é fracionado utilizando ultrafiltração para fazer um leite desnatado concentrado, que possui lactose reduzida. Este processo separa os componentes do leite, de acordo com o seu tamanho molecular. O leite, em seguida, passa através de uma membrana que permite a passagem da lactose, dos sais minerais e da água. A caseína e outras proteínas do leite, no entanto, não passarão através da membrana, devido ao seu maior tamanho molecular. As proteínas, a lactose e os minerais que não passaram através da membrana são, em seguida, secos por spray drying e evaporação. Esses processos concentram o material restante, que não passou pelas membranas da ultrafiltração para formar um pó. De Acordo com a finalidade da proteína, diferentes tratamentos térmicos podem ser utilizados para processar as variedades isolada ou concentrada do MPC. Uma MPC processada em baixas temperaturas manterá seus valores nutricionais altos.

## Funcionalidade
Aplicações do MPC incluem: uso em bebidas funcionais e nutricionais, suplementos alimentares, produtos dietéticos, produtos ricos em proteína, fórmulas infantis, barras de proteína, iogurtes, queijos, produtos para atletas, sobremesas congeladas, produtos para padarias e confeitarias. O MPC pode ser financeiramente vantajoso para os produtores de leite que produzem queijo, uma vez que a sua adição aumenta o nível de proteína do produto final.
"MPC contém caseína e outras proteínas bioativas. À medida que o teor de proteína do MPC aumenta, os níveis de lactose se reduzem. Este alto teor de proteínas e o baixo teor de lactose faz do MPC um excelente ingrediente para alimentos e bebidas ricos em proteína e com baixo teor de carboidratos."
O MPC pode tornar os produtos mais estáveis ao calor, e pode fornecer solubilidade e melhor capacidade de dispersão às formulas alimentares. Esta alta solubilidade faz do MPC um excelente suplemento alimentar. Uma vez que o MPC possui um leve sabor lácteo, ele permite que os outros sabores dos alimentos se sobressaiam.

## Benefícios
Uma proteína do leite já conhecida por proteger o organismo humano contra micróbios também pode ser um escudo contra os vírus zika e chikungunya, afirmam pesquisadores brasileiros. "É importante mostrar que, ao menos em princípio, essa proteína poderia ter efeito sobre ambos os vírus", diz Carlos Alberto Marques de Carvalho, que faz pós-doutorado na Seção de Arbovirologia e Febres Hemorrágicas do Instituto Evandro Chagas (PA) e é o primeiro autor do novo estudo. Também assinam a pesquisa cientistas da UFRJ (Universidade Federal do Rio de Janeiro) e da Unirio (Universidade Federal do Estado do Rio de Janeiro). Carvalho e seus colegas testaram a atividade antiviral da lactoferrina bovina, proteína obtida, como o nome sugere, a partir do leite de vaca. A proteína chegou a impedir a infecção em até 80% das células, sem aparentes efeitos tóxicos.
O primeiro estudo para testar a proteína do soro do leite em pessoas com a doença de Parkinson mostrou que o consumo pode beneficiar certos biomarcadores. Publicado no Journal of the Neurological Sciences, a equipe de pesquisa investigou os efeitos bioquímicos e clínicos da proteína do leite em pessoas com a doença de Parkinson – descobrindo que a suplementação a nível de 20 gramas por dia por seis meses teve um efeito benéfico significativo nos biomarcadores da doença, incluindo níveis mais altos no plasma sanguíneo de glutationa reduzida e menores níveis de homocisteína.
Pesquisadores da Universidade Purdue inscreveram 44 participantes obesos ou com sobrepeso, que foram convidados a consumir ou uma dieta para perda de peso com teor normal de proteína ou a mesma dieta com maior teor de proteína. Após três semanas de adaptação à dieta, os grupos consumiram 0,8 ou 1,5 gramas de proteína por cada quilo de peso corpóreo diariamente durante 16 semanas. As fontes de proteína usadas no estudo variaram de carne bovina, suína, soja, legumes e proteína do leite. Os participantes, então, completaram uma pesquisa para classificar a qualidade de seu sono todo mês durante o estudo. Aqueles que consumiram mais proteína reportaram uma melhora na qualidade do sono após três ou quatro meses de intervenção dietética, além da perda de peso dos participantes.

## Alternativa ao Whey Protein
Os resíduos líquidos da indústria de laticínios, mais conhecidos como efluentes industriais, são despejos líquidos originários de diversas atividades desenvolvidas nessa indústria. Entre seus principais componentes está o soro do leite que, por sua vez, é aproximadamente cem vezes mais poluente que o esgoto doméstico.
A proteína do soro do leite (Whey Protein) é uma mistura de proteínas globulares isoladas a partir de soro de leite, e obtida durante a produção de queijos. Algumas pessoas experimentam diversos problemas de digestão após o consumo da proteína do soro do leite em pó. Entre estes estão a acumulação de gases, inchaço da região abdominal, fadiga, dores de cabeça e irritabilidade.
Por sua vez, a proteína extraída diretamente do leite não apresenta os efeitos indesejados da proteína extraída do soro do leite. Isso decorre do fato da proteína do leite ser originada em uma fonte primária. O soro do leite, por outro lado, é uma fonte secundária, mais suscetível a contaminações. Portanto, a proteína do leite concentrada (MPC) é uma alternativa à proteína do soro do leite (WPC - Whey Protein Concentrate).

## Impactos na indústria Americana
Em 2002, a FDA emitiu uma notificação sobre o Velveeta da Kraft Foods, que estava sendo vendido como um "Queijo Processado Pasteurizado", não listando o MPC entre seus ingredientes. Velveeta agora é vendido como um "Preparado de Queijo Pasteurizado".
Nos Estados Unidos, os produtores de leite estão protegidos de concorrentes internacionais, com uma variedade de medidas, incluindo tarifas sobre as importações. O MPC, no entanto, não estão sujeitos a quotas tarifárias, de modo que a maioria dos MPCs utilizados são importados. "As importações americanas de MPC dobraram nos últimos cinco anos. Somente entre 2007 e 2008, os MPCs importados aumentaram em mais de 66%." A maioria dessas importações vem da Nova Zelândia, totalizando US$250 milhões do MPC importado em todo o mundo. O fato se deve à alta demanda pelo produto, principalmente por parte de empresas de suplementação alimentar.